# 中克羅伊登 (英國國會選區)

選區在大倫敦的位置

中克羅伊登（英語：Croydon Central），英國國會一自治市選區，包括大倫敦的克羅伊登區東南部。
設於1974年。本區長期是保守黨的根據地，工黨只勝出過兩次。2010年大選中保守黨的加文·巴維爾以39.5%選票擊敗2007年脫離保守黨的現任議員安德魯·佩林首次當選。